# Erythrocephalum
Erythrocephalum là một chi thực vật có hoa trong họ Cúc (Asteraceae).

## Loài
Chi Erythrocephalum gồm các loài: